# Pelomyiella nigra
Pelomyiella nigra är en tvåvingeart som beskrevs av Soos 1978. Pelomyiella nigra ingår i släktet Pelomyiella och familjen Canacidae.
Artens utbredningsområde är Mongoliet. Inga underarter finns listade i Catalogue of Life.